# Querrien
Querrien (tiếng Breton: Kerien) là một xã của tỉnh Finistère, thuộc vùng Bretagne, miền tây bắc Pháp.

## Dân số
Người dân ở Querrien được gọi là Querriennois.